# International Tennis Federation
Die International Tennis Federation (ITF) ist der Tennisweltverband, dem 213 nationale Tennisverbände angehören.

## Geschichte
Die ITF wurde 1913 in Paris von 15 nationalen Verbänden als ILTF (International Lawn Tennis Federation) gegründet. Zu den Gründungsmitgliedern gehörten die nationalen Verbände von Australien, Belgien, Dänemark, Deutschland, Frankreich, Großbritannien, Italien, Niederlande, Österreich, Russland, Schweden, Schweiz, Spanien, Südafrika und Ungarn.
Nach dem Ersten Weltkrieg waren 1919 nur zehn der ursprünglich 15 Gründungsmitglieder übrig. Bei der Sitzung am 16. März 1923 in Paris wurden die offiziellen Tennisregeln Official ILTF ‘Rules of Tennis‘ verabschiedet. Beschlossen wurde auch, ab 1924 eine Serie von vier Turnieren in Australien, Frankreich, Großbritannien und den Vereinigten Staaten zu veranstalten, die heutigen Grand Slams Australian Open, French Open, Wimbledon Championships und US Open. Der Deutsche Tennis Bund (DTB) wurde erst 1926 wieder in die ILTF aufgenommen.
Obwohl Daniel Prenn wegen seiner jüdischen Herkunft 1933 vom DTB für internationale Turniere nicht mehr zugelassen war und prominente Spieler gegen dieses Vorgehen in einem offenen Brief in The Times protestiert hatten, erfolgte keine Reaktion des ILTF auf das Verhalten des deutschen Verbandes. Im Gegenteil wurde nach der Besetzung von Österreich und der Tschechoslowakei den dortigen Spielern erlaubt, für das Deutsche Reich anzutreten.
1939 hatte die ILTF bereits 59 Mitglieder. Nach dem Ausbruch des Zweiten Weltkriegs und der Besetzung von Frankreich wurde die ILTF ab dieser Zeit von Großbritannien aus geleitet.
Bei der ersten Sitzung der ILTF nach dem Zweiten Weltkrieg, am 5. Juli 1946 im Savoy Hotel in London waren 23 Nationen vertreten. 1948 wurde The International Ball Committee gegründet, um die Vereinheitlichung der Tennisbälle voranzutreiben und so eine gleiche Qualität der Bälle weltweit zu gewährleisten. 1963 feierte die ILTF ihr 50-jähriges Bestehen und gründete als Pendant zum Davis Cup eine Nationenmeisterschaft für Frauen, den Federation Cup.
1968 wurde nach 10-jähriger Diskussion von 47 Mitgliedsnationen die Öffnung der Regeln hin zum Profisport beschlossen, die sogenannte Open Era begann. Nach diversen Streitigkeiten wegen des Turnierkalenders, der spielfreien Zeit und der Amateurregelung wurde 1972 die Spielergewerkschaft ATP für die männlichen Profispieler und 1973 die WTA für die weiblichen Profispieler gegründet. Diese veranstalten seit dieser Zeit eigene Turnierserien, die heutige ATP World Tour und WTA Tour.
Da die Bedeutung des Rasenbelags beim Tennis ständig zurückging, wurde 1977, als auch die US Open von Rasen auf Hartplatz umstellten, das Wort „Lawn“ (für Rasen) aus dem Namen gestrichen.
1988 wurde Tennis zum 75-jährigen Bestehen der ITF nach 64 Jahren wieder als olympische Disziplin aufgenommen. 1994 wird der Damenwettbewerb Federation Cup in Fed Cup umbenannt und der Modus ein Jahr darauf grundlegend verändert. Der Wettbewerb wird wie der Davis Cup auch im Heimspiel/Auswärtsspiel-Format ausgetragen. Bis 1994 fand der Federation Cup an einem Turnierort stand, wo in einer Woche der Sieger ermittelt wurde.
2001 nahmen mit 142 Nationen erstmals über 140 Nationen am von der ITF veranstalteten Davis Cup teil.
Nach drei Jahren intensiver Tests wurde 2006 erstmals beim Hopman Cup in Perth die elektronische Linienüberwachung, das sogenannte Hawk-Eye eingesetzt, eine Technologie die seither bei immer mehr großen internationalen Turnieren Einzug hielt. 2008 gründete die ITF eine internationale Beachtennis-Tour, die zu Beginn aus 14 Turnieren bestand. Seit 2009 erhalten die Spieler, die ihr Land beim Davis Cup vertreten, auch Weltranglistenpunkte für die ATP-Weltrangliste, was den Anreiz für Spitzenspieler verstärken sollte, bei dem ITF-Event für ihr Land anzutreten.
2013 erreichte die ITF mit inzwischen 210 nationalen Tennisverbänden als Mitglieder einen neuen Höchststand. Im selben Jahr konnte man das 100-jährige Bestehen der ITF und das 50-jährige Bestehen des Fed Cup feiern.

## Turniere
Der Verband veranstaltet die vier Grand-Slam-Turniere (Australian Open, French Open, Wimbledon und die US Open). Außerdem ist die ITF Veranstalter von Davis Cup, Fed Cup und Hopman Cup, der Tenniswettbewerbe bei den Olympischen Spielen sowie von Jugendturnieren wie dem Orange Bowl. Die Profi-Turniere werden bei den Herren von der ATP und bei den Damen von der WTA ausgerichtet. Eine Ausnahme sind die ATP World Tour Finals, die seit 2000 von ATP und ITF gemeinsam veranstaltet werden.
Ferner veranstaltet der Verband selbst weitere Turniere im Rahmen des ITF Pro Circuit. Der ITF Pro Circuit bildet sowohl beim Damentennis in Form des ITF Women’s Circuit als auch beim Herrentennis mit dem ITF Men’s Circuit die niedrigste Kategorie von Turnieren für Profis, ist jedoch in die Ranglisten der WTA und ATP eingebunden. Er soll somit speziell jungen Tennisspielern einen Einstieg in die Turniere der WTA beziehungsweise der ATP ermöglichen.
2024 nahmen insgesamt 10.979 Spieler an 1.200 Turnieren der ITF World Tennis Tour teil, gegenüber 1.135 Events im Jahr 2023.  598 Herren- und 602 Damenturniere wurden in 72 verschiedenen Gastgeberländern ausgetragen. Für Damen-Events wurde im Jahr 2024 ein Rekordpreisgeld von 17,9 Millionen US-Dollar ausgezahlt (gegenüber 17,5 Millionen US-Dollar im Jahr 2023), wobei den Herren ein Rekordpreisgeld von 11,3 Millionen US-Dollar geboten wurde (gegenüber 11,1 Millionen US-Dollar im Jahr 2022).

## Förderprogramm
Die International Tennis Federation unterhält einen Fonds, der mit jährlichen Beiträgen der vier Grand-Slam-Turniere Spieler direkt durch Tourteams oder Reisestipendien unterstützt, die als Grand Slam Player Grants bekannt sind. Sie wurden erstmals 2017 eingeführt, damit Nachwuchsspielerinnen und -spieler  internationale Wettkampferfahrung sammeln können. Seinerzeit erhielten Spieler wie die spätere Wimbledon-Siegerin von 2022, Jelena Rybakina, und die Grand-Slam-Finalisten Ons Jabeur und Casper Ruud diese Grand-Slam-Player-Grants sowie Gustavo Kuerten, Li Na, Jeļena Ostapenko, Wiktoryja Asaranka  und Simona Halep. 2024 erhielten insgesamt 51 Nachwuchs- und Profispieler Zuschüsse von 12.500 US-Dollar beziehungsweise 25.000 US-Dollar, zwei Spieler erhielten 50.000 US-Dollar. Zu den Empfängern zählten die Sieger der ITF Junior Tour Victoria Jiménez Kasintseva, Alexandra Eala, Petra Marčinko und Dino Prižmić.

## E-Sport
Die ITF hat eine neue E-Sport-Initiative ins Leben gerufen, die World Tennis eChampionship, die mittels des mobilen Spiels  Tennis Clash gestartet ist. Die seit 2021 laufende Partnerschaft zwischen der ITF und den Wildlife Studios hat den Billie Jean King Cup auf Mobilgeräte transferiert.  Im Oktober 2023 hatten bereits 97.000 Spieler an über 500 Turnieren in verschiedenen Ländern, darunter den Vereinigten Staaten, Frankreich und Italien teilgenommen.